# Nicarete submaculosus
Nicarete submaculosus är en skalbaggsart som beskrevs av Leon Fairmaire 1904. Nicarete submaculosus ingår i släktet Nicarete och familjen långhorningar.
Artens utbredningsområde är Madagaskar. Inga underarter finns listade i Catalogue of Life.